# 사와이시촌
사와이시촌(沢石村)은 후쿠시마현 다무라군에 있었던 촌이다. 1955년 4월 1일 사와이시촌 및 미하루정, 오기사와촌, 나카사토촌, 가나메타촌, 나카쓰마촌 등 6개 정·촌이 합병하여 미하루정이 신설되고 폐지되었다.

## 지리
- 미하루정의 북동부가 사와이시촌이 있던 곳이다.

## 역사
- 1889년 4월 1일 - 정촌제 시행에 의해 사네자와촌, 도미자와촌, 아오이시촌이 합병해 다무라군 사와이시촌이 성립하였다.
- 1955년 4월 1일 - 사와이시촌 및 미하루정, 오기사와촌, 나카사토촌, 가나메타촌, 나카쓰마촌 등 6개 정·촌이 합병하여 미하루정이 신설되고, 사와이시촌 등은 폐지되었다.

## 인구
- 1889년 1,668
- 1920년 1,988
- 1947년 3,485

## 참고 문헌
- 角川日本地名大辞典編纂委員会『角川日本地名大辞典 7 福島県』、角川書店、1981年 ISBN 4-04-001070-1
- 日本加除出版株式会社編集部『全国市町村名変遷総覧』、日本加除出版、2006年、ISBN 4-8178-1318-0